# Xã Frankfort, Quận Knox, Nebraska
Xã Frankfort (tiếng Anh: Frankfort Township) là một xã thuộc quận Knox, tiểu bang Nebraska, Hoa Kỳ. Năm 2010, dân số của xã này là 77 người.